# Heavier Things
Heavier Things är det andra studioalbumet utgivet av gitarristen John Mayer. Det släpptes den 9 september 2003.
Tre låtar från albumet släpptes som singlar: "Bigger Than My Body", "Clarity" och "Daughters".

## Låtlista
1. Clarity
2. Bigger Than My Body
3. Something's Missing
4. New Deep
5. Come Back to Bed
6. Homelife
7. Split Screen Sadness
8. Daughters
9. Only Heart
10. Wheel